# Lymantria ceballosi
Lymantria ceballosi är en fjärilsart som beskrevs av Ramon Agenjo Cecilia 1959. Lymantria ceballosi ingår i släktet Lymantria och familjen tofsspinnare. Inga underarter finns listade i Catalogue of Life.